# Гргурићи
Гргурићи су насељено мјесто у Босни и Херцеговини у Граду Ливну које административно припада Федерацији Босне и Херцеговине. Према попису становништва из 1991. у насељу је живјело 803 становника.

## Становништво
| Националност       | 1991.        | 1981.        | 1971.        |
| Хрвати             | 785 (97,75%) | 675 (94,27%) | 750 (99,86%) |
| Срби               | 3 (0,37%)    | 1 (0,13%)    | 0            |
| Муслимани          | 0            | 0            | 0            |
| Југословени        | 6 (0,74%)    | 30 (4,18%)   | 0            |
| остали и непознато | 9 (1,12%)    | 10 (1,39%)   | 1 (0,13%)    |
| Укупно             | 803          | 716          | 751          |